# Кубок Футбольної асоціації Малайзії з футболу 2019
Кубок Футбольної асоціації Малайзії з футболу 2019 — 30-й розіграш кубкового футбольного турніру у Малайзії. Титул володаря кубка вп'яте здобув Кедах.

## Календар
| Раунд            | Дата                                    | Матчі | Клуби   |
| ---------------- | --------------------------------------- | ----- | ------- |
| Попередній раунд | 16-17 лютого 2019                       | 18    | 59 → 41 |
| Перший раунд     | 2-3 березня 2019                        | 10    | 41 → 31 |
| Другий раунд     | 2-9 квітня 2019                         | 15    | 31 → 16 |
| 1/8 фіналу       | 16-17 квітня 2019                       | 8     | 16 → 8  |
| 1/4 фіналу       | 30 квітня - 1 травня/ 10-11 травня 2019 | 8     | 8 → 4   |
| 1/2 фіналу       | 22/29-30 червня 2019                    | 4     | 4 → 2   |
| Фінал            | 27 липня 2019                           | 1     | 2 → 1   |

## 1/8 фіналу
| Команда 1            | Рахунок | Команда 2          |
| -------------------- | ------- | ------------------ |
| 16 квітня 2019       |         |                    |
| Селангор             | 1:2     | Фелда Юнайтед      |
| Келантан Юнайтед (3) | 1:3     | Теренггану         |
| Кедах                | 2:0     | Петалінг Джая Сіті |
| Пенанг (2)           | 2:4     | Куала-Лумпур Сіті  |
| 17 квітня 2019       |         |                    |
| УКМ (2)              | 0:1     | Паханг             |
| ПКНП                 | 3:2     | ПДРМ (2)           |
| Джохор Дарул Тазім   | 0:1     | ПКНС               |
| Джерантут (4)        | 1:2     | Перак              |

## 1/4 фіналу
| Команда 1                | Заг.    | Команда 2     | 1-й матч | 2-й матч |
| ------------------------ | ------- | ------------- | -------- | -------- |
| 30 квітня/10 травня 2019 |         |               |          |          |
| ПКНС                     | 2:4     | Кедах         | 1:3      | 1:1      |
| 30 квітня/11 травня 2019 |         |               |          |          |
| ПКНП                     | 1:2     | Перак         | 0:0      | 1:2      |
| Куала-Лумпур Сіті        | 3:3 (ч) | Фелда Юнайтед | 3:3      | 0:0      |
| 1/10 травня 2019         |         |               |          |          |
| Теренггану               | 2:5     | Паханг        | 2:1      | 0:4      |

## 1/2 фіналу
| Команда 1         | Заг.    | Команда 2     | 1-й матч | 2-й матч |
| ----------------- | ------- | ------------- | -------- | -------- |
| 22/29 червня 2019 |         |               |          |          |
| Паханг            | 3:4     | Перак         | 3:1      | 0:3      |
| 22/30 червня 2019 |         |               |          |          |
| Кедах             | 3:3 (ч) | Фелда Юнайтед | 1:0      | 2:3      |

## Фінал
| 27 липня 2019 16:00 (EEST) |

| Перак | 0:1 дч   | Кедах        |
| ----- | -------- | ------------ |
|       | Протокол | Данел 105+1' |

| Букіт-джаліл, Куала-Лумпур Арбітр: Такуто Окабе |